# Szép wallaby
A szép wallaby (Macropus parryi) az emlősök (Mammalia) osztályának az erszényesek (Marsupialia) alosztályágába, ezen belül a diprotodontia rendjébe és a kengurufélék (Macropodidae) családjába tartozó faj.

## Előfordulása
Ausztráliában él, Queensland délkeleti és Új-Dél-Wales északkeleti részén honos. A  ritkás eukaliptuszerdők lakója. A rezervátumokban védelmet élvez.

## Megjelenése
A hím fej-törzs-hossza legfeljebb 92 centiméter, a nőstényé legfeljebb 76 centiméter. A hím farokhossza legfeljebb 105 centiméter, a nőstényé legfeljebb 86 centiméter. A hím testtömege 20-25 kilogramm, a nőstényé 11-15 kilogramm. Bundája felül szürkésbarna, alul fehér. Pofája sötétbarna, oldalt az arctól az állig fehér csík fut. Füle nagy és lekerekített. Mellső lába hosszú, hajlott karmokban végződik. Farka hosszú és vékony, a vége elkeskenyedő.

## Életmódja
Nappal aktív és 2-10 egyedből álló csoportokban élnek. Tápláléka fűfélék és páfrányok. Veszély esetén a nőstény sziszegő és morgó hangokkal figyelmezteti fajtársait. Ha nagy a forróság, karját nyalogatva hűti magát. Az állat legfeljebb 18 évig él.

## Szaporodása
A hím 24-30, a nőstény 18-24 hónapos korban éri el az ivarérettséget. A párzási időszak változó, a hímek között gyakran kerül sor harcra. A vemhesség 36 napig tart, ennek végén egy utód születik, amely igyekszik bemászni az erszénybe. A kölyök 8 hónapig ül az erszényben. Az erszény elhagyása után a kölyök még anyja mellett marad, körülbelül 15 hónapig.